# Bylany
Bylany (en allemand : Billan) est une commune du district de Chrudim, dans la région de Pardubice, en République tchèque. Sa population s'élevait à 441 habitants en 2022.

## Géographie
Bylany se trouve à 5 km à l'ouest-nord-ouest de Chrudim, à 10 km au sud-sud-ouest de Pardubice et à 94 km à l'est-sud-est de Prague.
La commune est limitée par Rozhovice à l'ouest et au nord-ouest, par Třibřichy au nord-est, par Chrudim à l'est et par Lány au sud.

## Histoire
La première mention écrite de la localité date de 1486.

## Galerie

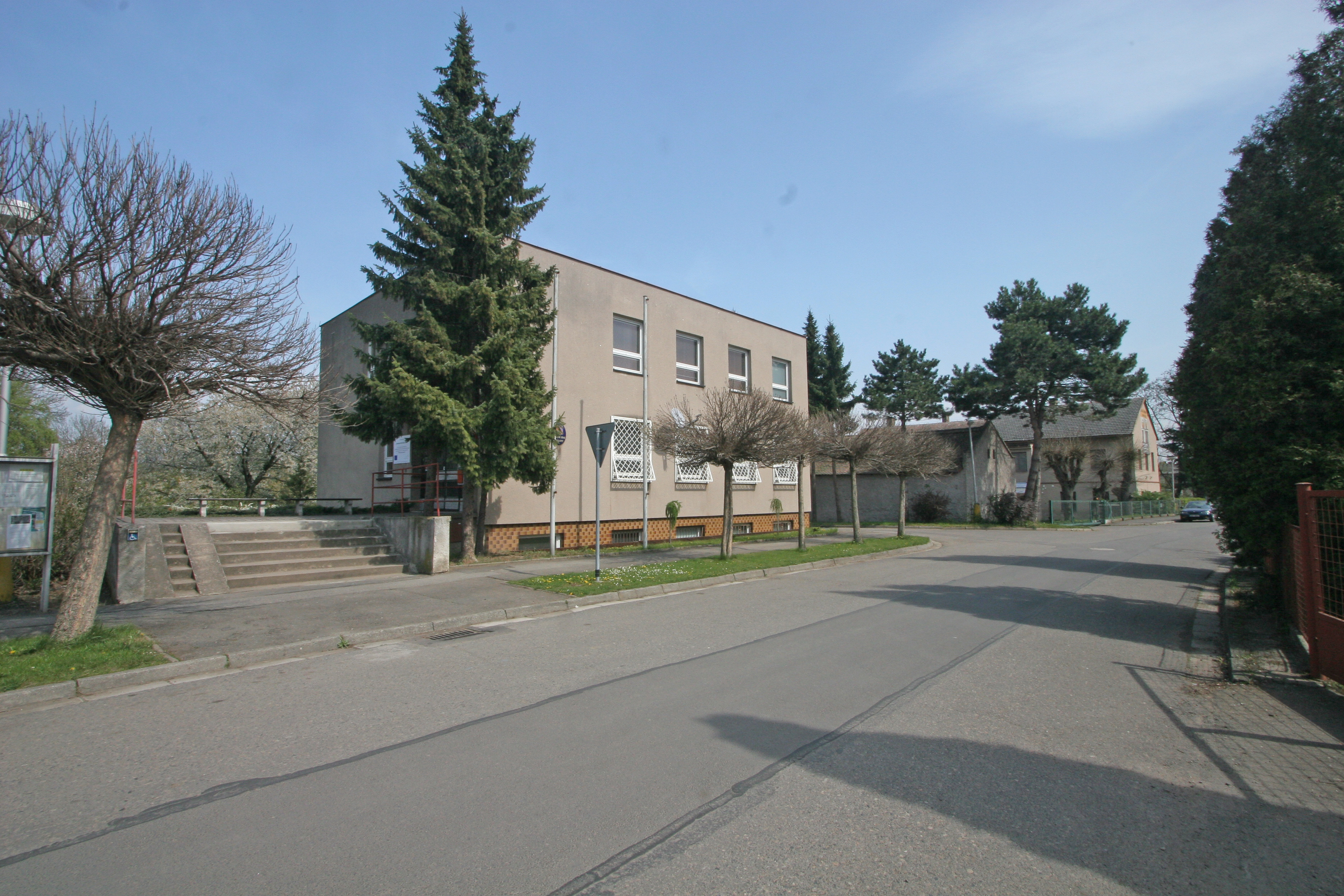
Bylany : la mairie.
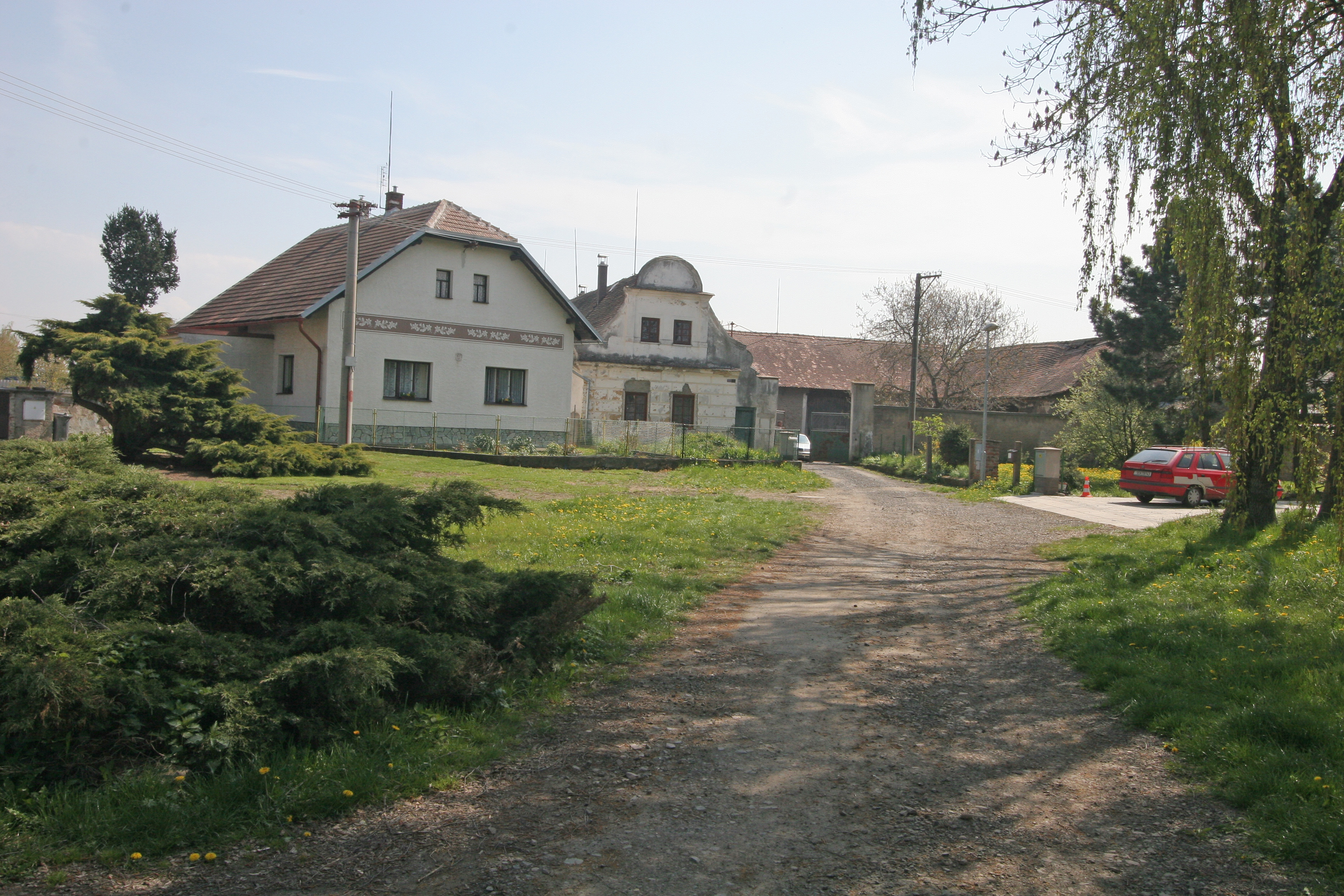
Maisons à Bylany.

## Transports
Par la route, Bylany se trouve à 5 km de Chrudim, à 11 km de Pardubice et à 117 km de Prague.